# Twitch
A Twitch egy amerikai streamingszolgáltató, melynek tulajdonosa a Twitch Interactive, az Amazon.com leányvállalata. 2011-ben hozták létre a Justin.tv utódaként, elsősorban videójáték-, IRL-, e-sport-, zenei és kreatív tartalmak streamelésére. Az oldalon élő közvetítések, valamint VOD-ok is elérhetők.
2013 októberében 45 millióan keresték fel, 2014 februárjában pedig az Egyesült Államok negyedik leglátogatottabb internetes oldalává vált. Ezzel egyidőben a Justin.tv anyacéget átnevezték Twitch Interactive-ra – jelezvén a váltást – a Justin.tv-t pedig 2014 augusztusában megszüntették. Még abban a hónapban 970 millió dollárért megvásárolta az Amazon, majd összeolvasztotta Amazon Prime szolgáltatásával. A Twitch később felvásárolta az online közösségekre szakosodott Curse-t, melynek segítségével a streameken belüli linken keresztül lehetett értékesíteni játékokat, a streamerek pedig részesedést kaptak az általuk közvetített játékok eladásai után.
2015-re több mint 1,5 millió streamerre tett szert a Twitch, akiket havonta százmillióan néztek. 2017-ben Az USA-ban továbbra is a Twitch volt az első számú játékstreaming oldal, megelőzve a YouTube Gaming szolgáltatást, 2018 májusára pedig 2,2 millióra bővült a streamerek és 15 millióra a napi látogatók száma. Az egyidejű felhasználólétszám ekkor átlagosan egymillió volt. 2022-ben 52 000 Twitch partnert számlált a platform, 10 millió streamert és 997 milliárd megtekintett percet, 2022 augusztusában 1,2 milliárdan látogattak az oldalra.

## Története

### Alapítás és terjeszkedés (2007–2013)
A 2007-ben Justin Kan és Emmett Shear által alapított Justin.tv két részre oszlott, a videójáték részleg viszont népszerűsége miatt hamar a legkeresettebb tartalmává vált. 2011 júniusában úgy döntöttek, külön platformot indítanak a gamereknek TwitchTV néven, amit a twitch játékmód inspirált. A nyilvános beta verziót 2011. június 6-án kapcsolták be, ami havonta több mint 35 millió nézőt vonzott be. 2013. június 13-án nagyjából 80 alkalmazott dolgozott a Twitchnél, mely decemberre százra bővült. A cégközpont San Francisco pénzügyi negyedében volt.
A Twitch jelentős befektetői támogatásra tett szert az évek során: a Justin.tv hétmillió dolláros bevétele mellé 2012-ben további 15 millió dollárt kapott, 2013-ban pedig újabb 20 milliót. A befektetők, köztük a Draper Associates, Bessemer Venture Partners és a Thrive Capital három körben támogatták a céget 2013 végéig, melynek köszönhetően a cég 2013-ra már nyereségessé vált.
Egyetlen valódi versenytársa, az Own3d.tv 2013-as megszűnése óta a Twitch a legnépszerűbb e-sport streaming szolgáltató volt, és sokak szerint „monopolhelyzetet élvezett”. Bár a YouTube és Dailymotion igyekeztek gaming tartalmaikat bővíteni, törekvéseik a Twitch mellett eltörpültek. 2013 közepére havonta több mint 43 millió nézőt vonzott az oldal, és 2014 februárjában a Twitch lett a negyedik legtöbbet látogatott oldal az Egyesült Államokban – őket csak a Netflix, Google és Apple tudták megelőzni. Az amerikai internetforgalom 1,8%-át teszi ki csúcsidőben.
2013 végén, Európa-szerte laggolni és droppolni kezdett a közvetítés, a megnövekedett nézőszám miatt. Hogy ezt orvosolják, új szervereket telepítetttek a régióban, és egy új, hatékonyabb videórendszert is bevezettek, amit a felhasználók erősen kritizáltak a csúszás miatt, ami negatívan befolyásolta a nézők és streamerek közti kommunikációt. A Twitch ekkor azt állította, a csúszás csak ideiglenes.

### Növekedés, a Google ajánlatot tesz (2014)
2014. február 10-én a Twitch anyacégét, a Justin.tv vállalatot átnevezték Twitch Interactive-ra, mivel a platform jóval népszerűbbé vált a Justin.tv-nél. Ugyanebben a hónapban a Twitch Plays Pokémon közösségi stream Pokémon Red játszása vírusként terjedt, mikor bevezettek egy olyan rendszert, melynek segítségével a chatparancsokat játékvezérlési parancsokra tudták lefordítani. Február 17-re a csatorna 6,5 millió megtekintést számlált, az általános nézőszám 60-70 ezer körül mozgott. Matthew DiPietro, a marketingosztályról így emlegette a streamet: „Újabb ékes bizonyítéka, hogy a videójátékok a szórakoztatás és kreativitás platformjává váltak, jóval meghaladva a játékok tervezőinek szándékát. A videójáték, élő videó és részvét élményének összegyúrásával a közvetítő létrehozott egy szórakoztató hibridet, kifejezetten a Twitch közösség számára. Remekül bizonyítja létjogosultságát, és remélhetőleg sok hasonlót láthatunk a jövőben." 2014-ben a Twitch lett az Electronic Entertainment Expo hivatalos közvetítője.
2014. május 18-án megjelent a Variety magazinban egy cikk arról, hogy a Google egymilliárd dolláros ajánlatot tett a Twitch-re.
2014. augusztus 5-én leállították a Justin.tv-t, hogy minden erejükkel a Twitch-re koncentrálhassanak. 2014. augusztus 6-án bevezettek egy új archiválási rendszert, mellyel több platformon is hozzá lehetett férni régebbi közvetítések highlightjaihoz, ezen felül jobb minőségű videókat, megnövelt szerver backupokat és egy új Video Manager interfészt tartalmazott, mellyel a korábbi közvetítéseket lehetett rendszerezni, illetve „highlightokra szedni,” amiket aztán YouTube-ra fel lehetett tölteni. Technológiai akadályok miatt az új rendszernek számos hátránya volt: többé nem lehetett korlátlan ideig tárolni a közvetítéseket, ugyanis a szolgáltató csak 14 napig tárolta ezeket, illetve a Partnerek és Turbo feliratkozók számára 60 napig. A highlight videókat ezzel szemben korlátlan ideig tárolták, de ezek is csak maximum 2 órásak lehettek. Ezen felül bevezettek egy szerzői ujjlenyomat-rendszert, mely lenémította az archivált klippek azon szakaszait, melyek jogvédett hanganyagot tartalmaztak.

### Összeolvadás az Amazonnal (2014–)
2014. augusztus 25-én az Amazon 970 millió dollárért megvásárolta a Twitch Interactive-ot. Mivel a Google-lel végül nem sikerült megegyezniük, lehetősége nyílt az Amazonnak ajánlatot tenni. A Forbes értesülései szerint a Google potenciális trösztellenes problémák miatt hátrált ki, illetve mert már a YouTube is hozzájuk tartozott. A felvásárlás hivatalosan 2014. szeptember 25-ével zárult, amin a Take-Two Interactive – melynek 2%-os részesedése volt a cégben – 22 millió dollárt keresett.
Az Amazon vezetése alatt Shear maradt a Twitch Interactive vezérigazgatója (CEO-ja), mellé COO-ként társult Sara Clemens, 2018 januárjában. Shear külön kiemelte, hogy az Amazon Web Services platformmal jól járt a cég, főleg licenckérdésben, mivel „az Amazonnak sikerült kapcsolatot építenie a médiavilág legnagyobb játékosaival.” A Twitch felvásárlása az Amazon harmadik gamingpiaci üzlete volt a Reflexive Entertainment és Double Helix Games után.
2014. december 9-én a Twitch bejelentette, hogy felvásárolta a GoodGame Agency-t, melyhez az Evil Geniuses és Alliance esport csapatok tartoztak. 2015 márciusában a Twitch minden felhasználó jelszavát megváltoztatta, és szétkapcsolta fiókjait a Twitterrel és YouTube-bal, miután valaki engedély nélkül jutott hozzá pár Twitch felhasználó adataihoz.
2016 júniusában a Twitch új funkciót vezetett be „cheering” néven, mely egy különleges emoticon, amit mikrotranzakció útján vásárolhatnak meg, a platformon használatos „bit” fizetőeszközzel. Biteket Amazon Paymenttel lehet vásárolni, cheerrel a csatornák számára lehet adományt küldeni. A felhasználók "badge-eket" is kapnak, attól függően, mennyit cheereltek.
2016. augusztus 16-án a Twitch felvásárolta a Curse, Inc. online videójáték közösségek és játékorientált VoIP szoftverek üzemeltetőjét. 2016 decemberében az Amazon összeférhetetlenségi okokra hivatkozva leválasztotta magáról a GoodGame Agency-t. 2016. szeptember 30-án jelentette be a Twitch a Twitch Prime szolgáltatást, mely prémium funkciókat biztosít az aktív Amazon Prime előfizetők számára, többek közt reklámmentes streaminget, havi ajánlatokat, ingyenes tartalmakat („game loot”) és kedvezményeket. Az akcióban olyan játékok vettek részt, mint az Apex Legends, Legends of Runeterra, FIFA Ultimate Team, Teamfight Tactics, Mobile Legends: Bang Bang vagy a Doom Eternal.
2016 decemberében a Twitch bejelentett egy félautomata chatmoderációs eszközt (AutoMod), mely gépi fordítás segítségével szűri a potenciálisan nemkívánt tartalmat, felülvizsgálatra. 2017 februárjában a Twitch bevezette a Twitch Game Store digitális disztribúciós platformot, mely lehetővé tette a platformon belüli játékvásárlást. Ha valaki olyan játékot streamelt, mely a boltban hozzáférhető, a partnercsatornák 5%-os jutalékért cserébe feltüntethettek egy linket, amin keresztül megvásárolható a játék. A felhasználók minden egyes vásárlás mellé kaptak egy „Twitch Crate”-et is, melyben bitek és random chat hangulatjelek voltak.

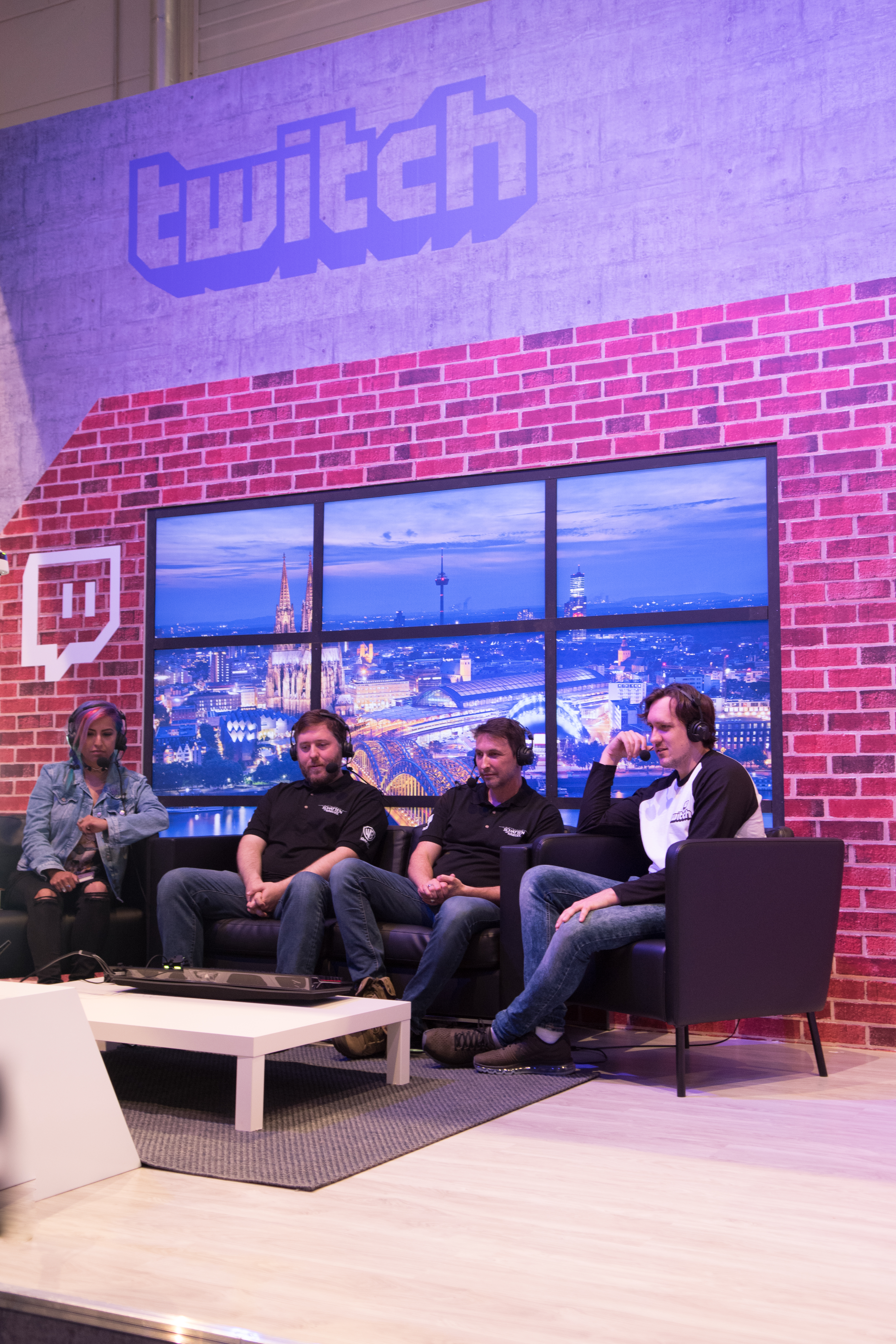
Twitch a 2017-es Gamescomon

2017 augusztusában a Twitch felvásárolta a videólistázó ClipMine platformot.
2018 októberétől az Amazon Prime előfizetők is ugyanúgy látják a streaming alatt futó reklámokat, mint bárki más. Akit bosszantanak a reklámok, azok számára maradt a „Twitch Turbo,” illetve a csatornákra külön-külön való előfizetés lehetősége. Ezen felül bevezették az Amazon Blacksmith-t, mellyel a tartalomszolgáltatók Amazon linkeket társíthattak a streamjükhöz kapcsolódó termékekhez. 2018. november 27-én a Twitch leállította Game Store szolgáltatását, mivel nem sikerült annyi bevételt generálnia a partnerek számára, mint várták. A felhasználók ettől függetlenül továbbra is hozzáférhetnek ott megvásárolt játékaikhoz.
A Twitch 2019 szeptemberében megvette a játékokat listázó Internet Games Database-t (IGDB) – mely hasonlóképp működik, mint névrokona, az Internet Movie Database (IMDb) –, amivel saját belső keresési funkcióikat igyekeztek javítani, és biztosítani, hogy a felhasználók megtalálják a számukra érdekes játékokat. 2019. szeptember 26-án a Twitch bemutatta új logóját és megújult oldalát, amit a „Már egy vagy közülünk” szlogennel reklámoztak, és decemberben elkezdtek exkluzív szerződéseket kötni kiemelt streamereikkel.
2020 májusásában létrehoztak egy streamerekből, akadémikusokból és think tankekből álló Biztonsági Tanácsadói Testületet, moderálási irányelvek és élhető munkakörülmények kidolgozására, illetve, a marginalizált közösségek érdekvédelmére. 2020 augusztusában a Twitch Prime-ot átkeresztelték Prime Gamingre, hogy jobban igazodjon az Amazon Prime szolgáltatásaihoz.
2021 májusában a Twitch több mint 350 új címke bevezetését jelentette be, melyekkel a streameket kívánták kategorizálni például gender, szexualitás, fogyatékosság vagy virtuális streaming témákban. A fogyatékos és LMBT címkéket az AbleGamers és SpecialEffect akadálymentes videójátékot támogató jótékonysági szervezetekkel, valamint a GLAAD és The Trevor Project LMBT szervezetek közreműködésével alkották meg.
2021. október 6-án egy anonim hacker kiszivárogtatta „a teljes Twitchet”, beleértve annak forráskódját, API-jait, és 2,4 millió streamer 2019 augusztusáig visszamenő kifizetéseit. A felhasználó feltöltött egy 128 gb-os torrent linket 4chanre, hozzátéve, hogy ez a leak, mely majdnem 6000 belső Git tár forráskódját tartalmazza, egy nagyobb volumenű anyag „első része”. Így került napvilágra a „Vapor” digitális áruház terve is, mely a Steam versenytársa kívánt volna lenni. A Twitch megerősítette, hogy valóban feltörték rendszerüket, amit egy „rosszindulatú harmadik fél” hibás szerverkonfigurációjának tudtak be. És, bár semmilyen arra utaló nyomot nem találtak, hogy a bejelentkezéshez szükségeges vagy a bankkártyaadatok is kikerültek volna, elővigyázatosságból visszaállították a stream kulcsokat.i.
2022. augusztus 23-án a Twitch megváltoztatta kizárólagos szerződéseit, ezzel lehetővé téve a Twitch streamerek számára az egyéb platformokon való közvetítést. A Twitchen és más, hasonló platformokon való egyidejű streamelést továbbra sem támogatták, mely alól kivételt élveztek az olyan rövid formátumú streamingplatformok, mint az Instagram vagy TikTok. A bejelentést követően számos komoly streamer, akiket addig kötött a kizárólagosság – például Ninja és Pokimane – más platformokon is elkezdett streamelni.
2022. szeptember 21-én a Twitch bejelentette, hogy csökkentik a nagyobb streamerek feliratkozásból származó részesedését. Bár a legtöbben 50%-ot kapnak, egyes kiemelt tartalomgyártókkal prémium szerződést kötöttek, melynek értelmében a feliratkozások után járó bevétel 70%-át kapták meg. A változtatás értelmében, melyet 2023. június elsején kívánták bevezetni, a kiemelt streamerek megtarthatják az első 100 000 dollár 70%-át, s csak azután csökken 50%-ra a részesedés. Ezt azután jelentették be, hogy a Twitch elutasította a többi streamer 70%-os részesedésre irányuló kérelmét, amit a YouTube-on megkapnak. A Twitch elnöke, Dan Clancy a Twitch blogján úgy értekezett, hogy a változtatásra azért volt szükség, hogy fedezni tudják a Twitch működtetési költségeit, és hozzátette, hogy már egy éve nem kínálnak 70%-os részesedést az új streamereknek, illetve, hogy az alternatív bevételi forrásokat, mint a Prime előfizetéseket és a reklámszüneteket nem érinti a változtatás. Bár Clancy azt állította, a streamerek 90%-át amúgy sem érinti ez a változtatás, sokan bírálták, mondván, ka
rrierüket ezzel bizonytalan talajra terelik, és inkább a Twitch és a hirdetők járnak vele jól, mint a felhasználók. Sokan kétségbe vonták, hogy megnőtt volna a platform működtetési költsége, és arra is felhívták a figyelmet, hogy a Twitchnek vannak alternatív bevételi forrásai, ezért felesleges volt megsarcolni a streamereket. A bejelentés következményeképp sok streamer elgondolkodott a platform elhagyásán, illetve annak bojkottálásán.
2023 márciusában Clancy lett a Twitch új vezérigazgatója, miután a Justin.tv társalapító és addigi vezérigazgató, Emmett Shear bejelentette, hogy 16 év után lemond posztjáról. Sheart és Clancy-t mindig is „inkább termék- mint tartalomgyártó-központúnak” állították be. Március 20-án Clancy 400 Twitch alkalmazott elbocsátását jelentette be az Amazon csoportos leépítési akciójának részeként, mely során 9000 alkalmazottnak mondtak fel.
2023. június 6-án közölték, hogy komoly változtatásokat eszközölnek július elsejétől. Többek közt megakadályozzák a streamre égetett audio és vizuális reklámokat, és 3%-ra korlátozzák a szponzorok logóit. Ezt olyan ismert streamerek bírálták, mint Asmongold (aki fenyegetőzött, hogy otthagyja a platformot), Cr1TiKaL és Zentreya. Állításuk szerint egy ilyen döntés nagyban befolyásolja a szponzoraikkal már meglévő viszonyt, és hatással lesznek a jótékonysági és esport rendezvényekre is, melyek szponzorok nélkül nem létezhetnének. A szolgáltató hamar átfogalmazta az új irányelveket, mondván, tisztázni szerették volna reklámszabályaikat, illetve megakadályozni, hogy olyan külsős reklámcégek adják el beégetett videóikat és display reklámjaikat Twitchen, amik más platformokat hirdetnek. Külön kiemelték, hogy a Twitchnek nem áll szándékában korlátozni a streamerek és szponzoraik közti kapcsolatot.

## Tartalom
A Twitchet esport, egyéni játékosok önálló streamjei és gaming talk-showk közvetítésére tervezték. Pár csatorna élő speedrunningot is közvetít. A Twitch nyitóoldala jelenleg futó játékokat soroltat fel, nézőszám alapján. 2018 júniusában a legnépszerűbb Twitchen streamelt játékok a Fortnite, League of Legends, Dota 2, PlayerUnknown's Battlegrounds, Hearthstone, Overwatch és Counter-Strike: Global Offensive voltak, összesen 356 millió órányi megtekintéssel.
A Twitch más tartalmaknak is helyt adott, például 2013 júliusában közvetítette a 'Fester's Feast' előadást, a San Diego Comic-Conról, 2014. július 30-án pedig Steve Aoki dj-setjét közvetítették élőben, egy ibizai klubból. 2015 januárjában a Twitch bevezette hivatalos zenei kategóriáját, mely alá a rádióműsorok és zenei produkciók tartoznak, 2015 márciusában pedig bejelentették, hogy ők lettek a Miami-i Ultra Music Festival hivatalos közvetítője.
2015. október 28-án a Twitch bevezette második nemjátékos kategóriáját, a „kreatív kategóriát”, azok számára, akik művészi és kreatív tartalmakat közvetítenének. Promóképp nyolcnapos maraton keretében vetítették Bob Ross The Joy of Painting műsorát. 2016 júliusában bevezették a „Társas étkezés” beta kategóriát, amit a koreai Muk-bang inspirált.
2017 márciusában a Twitch az „IRL” kategóriát is bevezette, ahova mostantól a más kategóriákba nem sorolható streameket, pl. lifelogokat lehetett sorolni. A GeekWire azt írta, „míg továbbra is főleg játékokat streamelnek a Twitchen, a 'Just Chatting' kategória — mely magába foglal mindent, a beszélgetésektől a reality programokig — 2019 decemberében első helyre kúszta fel magát. A kategória az elmúlt pár hónapban egyre népszerűbbé vált, de most először sikerült első helyen végeznie”.
2020-ban a Thrillist a Twitchet „a hardcore internetezők rádiójának” nevezte. 2021-ben Michael Espinosa, a Business Insider-től azt írta „Élő streaming terén a Twitch dominálja a piacot, csak tavaly 17 milliárd órányi megtekintésével – viszonyításképp, a YouTube Gaming Live esetében ez a szám 10 milliárd. Azonban a gaming tartalmakat továbbra is inkább VOD formában fogyasztják, melyben a YouTube az egyértelmű nyertes, tavalyi 100 milliárd órás megtekintésével”.

### Mint oktatóeszköz
A Twitchet gyakran használják oktatóvideók közvetítésére is, mivel a platform lehetővé teszi, hogy valós időben jelentős mennyiségű tanuló kommunikálhasson egymással és az oktatóval.

### Adományozás
A Twitch közvetítői gyakran tartanak jótékonysági streameket, 2013-ig összesen 8 millió dollárnyi adományt sikerült összegyűjteniük, 2017-re pedig ez a szám 75 millió dollárra nőtt. A Twitch legnagyobb jótékonysági programja a Zevent volt, Adrien Nougaret és Alexandre Douchary francia projektje, melynek keretében 10 millió dollárt gyűjtöttek az Action Contre la Faim számára, 2021 októberében.

### Esport
Az ESL mérkőzéseket 2009-ben kezdte el közvetíteni a Justin.tv, amit később átvett a Twitch. Az Evolution Championship Series-t is régóta ők adják, ahogy 2012 óta a League of Legends World Championship és más Riot Games által szervezett LOL versenyeket. A Dota 2 The International rangadóját, valamint a Psyonix szervezésű Rocket League meccseket 2013 óta, az ELeague eseményeket 2016 óta streamelik.
A Blizzard Entertainmenttel két évre szóló szerződést írtak alá, 2017 júniusában, melynek értelmében ők lettek egyes Blizzard esport versenyek kizárólagos közvetítői, a Twitch Prime előfizetők pedig különleges Blizzard nyereményekhez juthattak. 2018-ban az Overwatch League közvetítői is ők lettek, az oldal pedig „All-Access Pass-t” kínált mellé, exkluzív tartalommal, emótokkal és Overwatch itemekkel. A Blizzard 2020-ban átnyergelt a rivális YouTube-hoz.
A Fortnite Battle Royale versenyeket már a kezdetektől, vagyis 2017 óta a Twitch közvetíti, köztük az E3 2018-as Fortnite Pro-Amot és 2019-es Fortnite World Cupot is. Ugyanígy, a NBA 2K Ligát 2018-as indulása óta a platform közvetíti.
A COVID-19 járvány idején világszerte felfüggesztették a motorversenyeket, helyette számos sim racinget rendeztek élő, profi motorosokkal. Bizonyos versenyeket élőben közvetítettek Twitchen, például a Forma 1-et és az IMSA-t, egyes versenyzők pedig saját live streamet indítottak a platformon, például az eNASCAR iRacing Pro Invitational Series és INDYCAR iRacing Challenge sofőrjei.

### Profi sport
2017 decemberében az NBA bejelentette, hogy december 15-től NBA G League meccseiket Twitchen közvetítik. A közvetítések alatt interaktív statisztikai overlayeket használtak, a mérkőzéseket pedig streamerek kommentálták.
2018 áprilisában bejelentették, hogy 2018 és 2021 között a Fox-szal közösen fognak streamelni 11 NFL Thursday Night Football meccset. A 2017-es szezonban kizárólag Amazon Prime előfizetők követhették a meccseket. A hivatalos közvetítés mellett a Twitch alternatív adásokat is ajánlott, streamer kommentátorokkal, illetve az NFL Next Live interaktív műsort, Andrew Hawkins és Cari Champion vezetésével. A Thursday Night Football a 2022-es NFL szezonra is exkluzív szerződést kötött az Amazon Prime Videóval.
2019 januárjában az Impact Wrestling jelentette be, hogy heti streamjét, az Impact!-et Twitchen fogják adni, egyidőben az amerikai kábeltévé csatorna Pursuit Channellel.
2019 szeptember 5-én csatlakozott a Premier Hockey Federation a platformon streamelők táborához, három évre szóló szerződéssel, és 2020 márciusában a National Women's Soccer League is bejelentett egy három évre szóló megállapodást a Twitch-csel, melynek értelmében a platformon közvetítik meccseiket és gyártanak együtt közös tartalmat.
2020. június 20-án adták ki a közleményt, hogy a 2019/2020-as szezon hátralévő Premiere League focimeccseit Twitchen fogják közvetíteni az angol közönség számára – a pandémia alatt, mikor ezeket zárt ajtók mögött játszották.
2020. július 16-án az amerikai Entercom rádiócsatorna szerződött le a Twitch-csel, hogy az ő platformjukon is streamelhessék sportorientált beszélgetős műsoraikat, 2020. július 22-én pedig hivatalosan bevezették Twitchen a „sport” kategóriát.
A 2021-es Copa América meccseket Twitchen közvetíteték Spanyolországban, Gerard Piqué Kosmos médiavállalata és a streamer Ibai Llanos közreműködésével.

### Hangulatjelek (emótok)
A Twitchnek számos saját hangulatjele van, köztük ingyenesek, illetve olyanok, amikhez kizárólag Turbo, Twitch Prime és partner feliratkozók férnek hozzá. 2015 októberében a Kappa hangulatjelet használták leggyakrabban. A Twitch partnerek minél több feliratkozóval rendelkeznek, annál több „emót slotot” kapnak. Ennek száma egy csatornán belül maximum 50 lehet.
2021. január 6-án a Twitch eltávolította az izgalmat, örömöt, sokkot jelképező PogChamp hangulatjelet – mely 2018-ban a harmadik legtöbbet használt hangulatjel volt –, arra hivatkozva, hogy a streamer, Ryan „Gootecks” Gutierrez (a hangulatjel arca) támogatta a 2021-es Kapitóliumi lázadást. Február 12-én a nézők KomodoHype-ot választották meg a PogChamp új arcának.

## Tartalomgyártók és közönség

### Streamerek
Hosszú ideig Ninja volt az egyik legismertebb Twitch streamer, a maga több mint 14 millió követőjével, 2019-ben azonban bejelentette, hogy átköltözik a Microsoft streaming platformjára, a Mixerre. Távozását követően, 2019 októberében, feliratkozószám alapján a három legnépszerűbb streamer Tfue (7,01 millió követő), Shroud (6,45 millió követő) és TSM Myth (5,1 millió követő) lettek. A Twitch 2019 decemberében elkezdett kizárólagos szerződéseket kötni fontosabb streamereivel, köztük DrLupóval, TimTheTatmannel és Lirikkel, akiknek összesen 10,36 millió követőjük volt akkor. Dr DisRespect 2020 márciusában írt velük alá többévre szóló szerződést. 2020 májusában a Twitch leszerződtette Summit1g-t, dakotazt és JoshOG-t is. 2020. június 26-án Dr DisRespectet indoklás nélkül bannolták a platformról, és eltávolították csatornáit. A Mixer 2020 júliusi megszűnését követően Ninja és Shroud is újraszerződtek a Twitch-csel.
2022 márciusában hat streamer volt, akik több mint 100 000 feliratkozóval rendelkeztek: Ninja, Shroud, Ranboo, Ludwig Ahgren, Casimito és Ironmouse. 2021 áprilisában a Business Insider írta meg, hogy „az elmúlt 31 napban Ahgren megállás nélkül streamelt, hogy megdöntse Tyler 'Ninja' Blevins 269 154-es feliratkozói rekordját, és a hónapos stream végére több mint 282 000 feliratkozót gyűjtött csatornájára, s egy ponton, mikor épp aludt, a nézettségi rekordot is megdöntötte.” A 2021-es szivárogtatási-ügy után számos híroldal hozta le a legtöbbet kereső streamerek listáját, melynek első három helyezettje 9 626 712 dollárral Critical Role, 8 454 427 dollárral XQc és 5 847 541 dollárral Summit1g voltak. A Kotaku riportere, Sisi Jiang megjegyezte, „a több személy által vezetett streameket leszámítva (pl. Critical Role), a legjobban kereső tartalomgyártók legfelső harmadában nincsenek nők. Mindössze hárman vannak a top 100-ban, és közülük csak egy nem fehér. 39. helyen áll a Valorant streamer Pokimane, 48. a cosplayer Amouranth, a zenei streamer Sintica pedig 71. Nagy volt a felháborodás a „jacuzzis” és „csöcsös” streamerek miatt, a férfi streamerek ugyanis aggódtak, hogy a női streamerek lenyúlják nézőiket, a számok viszont azt bizonyítják, hogy továbbra is alig vannak nők a Twitch legjobban kereső tartalomgyártói közt.”
2021 augusztusában DrLupo otthagyta a Twitch-et egy kizárólagos YouTube szerződésért, szeptemberben TimTheTatman is így tett, novemberben pedig Ludwig Ahgren is csatlakozott hozzájuk. Nathan Grayson a The Washington Post-tól emlékeztette az olvasókat arra, „mikor 2019-ben a streamerek átigazoltak a Mixerhez, a Twitch gyorsan kizárólagos szerződést kötött pár streamerével, azok pedig, akik átmentek Mixerre, végignézhették, ahogy nézőik száma rohamosan fogy. Ha a Twitch ökoszisztémájából kiesik egy komolyabb név, a közönség egész egyszerűen talál magának mást, akit nézhet. A platform most biztonságos pozícióból egyezkedhet, és a korábban kényelmesebb helyzetből tárgyaló streamerekkel kötött szerződéseiket most átértékelhetik.” Grayson hozzátette, hogy a Twitch kedvezőtlenebb ajánlata és magasabb elvárt streamingideje miatt (a YouTube szerződések havi 100 óránál kezdődnek, míg a Twitché 200-nál) egy kizárólagos YouTube szerződés sokak számára csábítóbb. Ryan Wyatt, a YouTube Gaming vezetője elmondta, számára „kiemelten fontos, hogy a streamereknek megfelelő munkakörülményeket biztosítson.” DrLupo például épp erre hivatkozva hagyta ott a Twitch-et.

### Felhasználók
A 2010-es évek elején a Twitch nézők főleg 18 és 34 év közötti férfiak voltak, pedig a platform már akkor igyekezett szélesebb közönséghez szólni. 2015-re havonta több mint 100 millió nézőjük lett, és az Egyesült Államokban még 2017-ben is övék volt a vezető videójáték streamingszolgáltató. A GeekWire megírta, „míg a Twitch népszerűsége csökken a streaming piacon –2018 és 2019 közt 67,1%-ról 61-re zuhant –, a megtekintett tartalmak száma nő.” 2017-ben készült egy felmérés World of Streaming. Motivation and Gratification on Twitch címmel, melynek keretében a felhasználók motivációit mérték. E szerint a többség azért nézi a platformot, mert „szórakozást keres”, „követi a gaming eseményeket” vagy „tv helyett használja,” a „társasági élményt” és „információszerzést”pedig legyűrte a „szórakozás.”
2020 februárjában havi 3 millió streamert, napi 15 millió felhasználót és átlagosan 1,4 millió egyidejű felhasználót számlált az oldal. A Statista piackutató cég felmérése szerint „2020 májusában a felhasználók háromnegyede tinédzser vagy huszonéves volt az Egyesült Államok területén, és 40,6 százalékot tettek ki azok a 20-29 évesek, akik Androidról követik a platformot, 2021 második negyedében pedig az amerikai felhasználók aránya 75%-ban férfi és 25%-ban volt nő.”
A Twitch-en bárki nézheti az élő streameket, regisztráció nélkül, de lehetőség van „követésre” és „feliratkozásra” is. Követni ingyenes, ahogy más platformokon (Instagramon vagy Twitteren). A felhasználó, ha be van jelentkezve, a kezdőlapon láthatja bekövetett streamereit, akikről értesítést is kaphat. Feliratkozással anyagi támogatásban lehet részesíteni a streamereket. Akik összekötik Twitch fiókjukat Amazon Prime fiókjukkal, automatikusan hozzáférnek a Prime Gaminghez, ami magában foglal havi egy ingyenes Twitch feliratkozást, melyet a felhasználó bármely streamerhez hozzárendelhet. A feljebb említett 2017-es tanulmány szerint a felhasználók 31,5%-a „költött pénzt Twitchen”; közülük 22,6% „adományozott streamernek”, 31,6%-uk iratkozott fel streamerre, és 45,8%-uk „tette mindkettőt.” A felhasználók nagyrésze úgy nyilatkozott, „elsősorban a streamert kívánta anyagilag támogatni.” A Twitch felhasználási feltételei szerint 13 év alattiak nem használhatják szolgáltatásaikat, illetve akik elmúltak 13 évesek, de még nem számítanak nagykorúnak, kizárólag szülői felügyelettel használhatják a platformot.

### Partner és affiliate program
A Twitch 2011 júliusában indította el Partner Programját, melynek 2015 augusztusára 11 000 tagja lett.
Más videóplatformok Partner Programjához hasonlóan a Twitch is lehetővé teszi a reklámbevételből származó nyereségen való osztozást. A Twitch felhasználói ezen felül feliratkozhatnak a partner streamerek csatornáira, havi 4,99 dollárért, amiért cserébe egyedi emotikonokhoz és kiváltságokhoz jutnak hozzá. A Twitch 2,49 dollárt tesz zsebre minden 4,99 dolláros feliratkozásból, a fennmaradó összeg kerül a streamerhez. Bár vannak kivételek, a Twitch korábban elvárta a partnerektől az 500 fölötti egyidejű nézőszámot, illetve a heti minimum három streamet, az „Achievements” funkció megjelenése óta viszont egyértelműbben lefektették a partner programhoz kapcsolódó elvásárokat.
2017 áprilisában indította el a platform „Affiliate Programját,” melynek keretében a kisebb csatornák is jövedelemhez juthatnak, és többféle feliratkozási lehetőséget kínálhatnak nézőiknek. Az Affiliate Program számos Partner juttatást foglal magába, de nem mindet. A streamerek „cheer” útján is profitálhatnak, amit a Twitchen keresztül lehet megvásárolni, és készíthetnek saját emótokat, de mindössze csak ötöt. 2019 szeptemberében bejelentették, hogy az Affiliate-ek is kapnak részesedést a reklámbevételből.
A platformon történő reklámozást több partnerrel együtt működteti a Twitch; 2011-ben kizárólagos szerződést kötöttek a Future US-szel, majd 2012. április 17-én reklám, promóció és támogatási szerződést kötöttek a CBS Interactive-val, 2013. június 5-én pedig házon belül megalapították a Twitch Media Group reklámcsoportot, mely átvette a CBS Interactive feladatkörét.
Azok a felhasználók, akiknek nincs reklámmentes hozzáférésük egy csatornához, vagy nem rendelkeznek Twitch Turbóval, az adások előtt és közben is találkozhatnak hirdetésekkel, amiket a streamerek állítanak be. 2020 szeptemberében a Twitch bejelentette, hogy elkezdik tesztelni az automata reklámlejátszást, amibe nem lesz beleszólása a tartalomszolgáltatónak.

### A Twitch Magyarországon

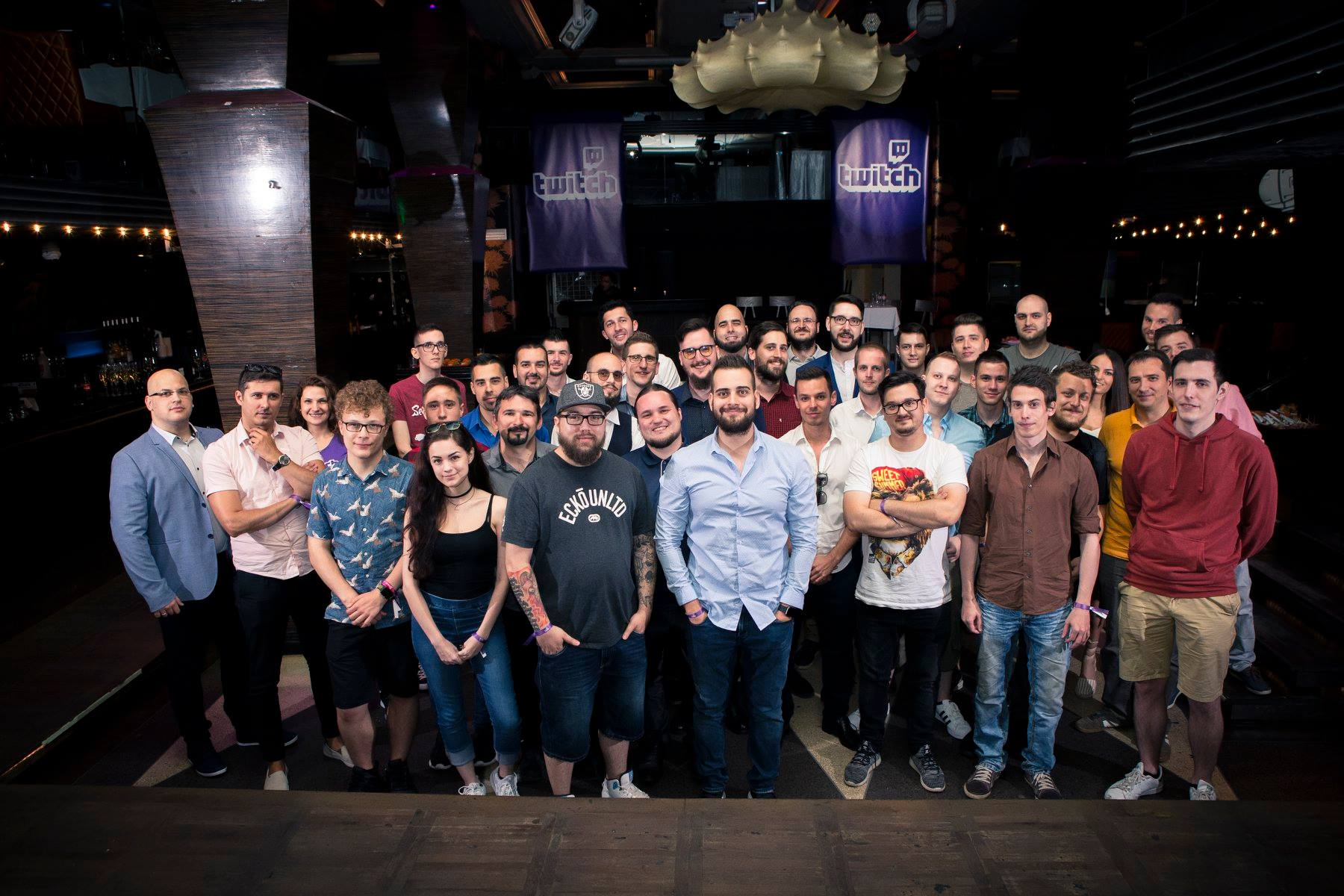
Első magyar Twitch Partner találkozó, 2018 július

A legnézettebb magyar Twitch csatorna évekig a debreceni TheVR duó csatornája, a WeAreTheVR volt. 2023. október 24-én a 2okos megdöntötte a nézőrekordot – egyidőben 48 892-en nézték élő adásuk –, novemberben pedig fel is ugrottak az első helyre. 2023-ban nagyjából 52 000 aktív magyar felhasználót számlált a platform, a legtöbbet nézett játék pedig a League of Legends, Grand Theft Auto V, Minecraft, Counter-Strike, FIFA, World of Tanks, Fortnite, Valorant, Escape from Tarkov és Warzone volt.

#### Magyar streamerek a Twitch Rivals versenyeken
A 2018 óta megrendezett, meghívásos Twitch Rivals versenyen többször is szerepeltek magyar streamerek; 2018-ban KODIAK és omgezjonesy, illetve TheVR Jani és bLYYY duója játszottak a PUBG duo rangadón. A 2019-es PUBG duo versenyre ismét kikerült a két magyar csapat, illetve ugyanebben az évben TheVR Jani és bLYYY az Apex Legends kupán is részt vettek. 2020-ban, Kodiak_official csapatában KODIAK, bLYYY, KriszhAdvice és TheVR Jani képviselték a Valorant versenyen a magyarokat, a Warzone versenyen pedig TheVR Jani, LegoTroop21 és kreszan mérették meg magukat.

## Moderálás és korlátozások

### Szerzői joggal védett tartalom
2014. augusztus 6-tól a Twitch az Audible Magic közreműködésével bevezette a szoftveres akusztikus ujjlenyomatolvasást; ha egy videóban szerzői jogvédelem alatt álló zenét találnak (főleg, ha az nem a játék része), a videó egy félórás szeletét, melyben a szám elhangzik, lenémítják. Az élő adásokra ez nem vonatkozik. Ezzel egyidőben a Twitch streamerei számára elérhetővé tett szabadon felhasználható zenéket, és a listát 2015 januárjában bővítették is. A szűrőrendszer és a változtatásokról szóló hiányos kommunikáció felháborította a felhasználókat. Egy Reddit AMA keretében a társalapító Emmett Shear belátta, hogy ezt „elcseszték”, és előleges tájékoztatást kellett volna tartaniuk, illetve hozzátette, hogy a Twitchnek „nem áll szándékában” hangfiltert alkalmaznia élő közvetítéseken.
2020 júniusában a Twitch a 2017 és 2019-ben összegyűlt VOD-okban és klipekben szereplő jogvédett zenék miatt csoportos DMCA felszólítást kapott. A vállalat eltávolította az aggályos tartalmakat, és értesítette a streamereket, hogy azokat a videókat is töröljék, amikben bizonytalanok, tartalmaznak-e jogvédett anyagokat. Az ügyből komoly botrány kerekedett; a streamerek elveszítették régi tartalmaikat, alig volt idejük átfésülni anyagaikat, és a nézők által készített klipek miatt is vegzálták őket, amiknek eredetijét már rég törölték.
2020. szeptember 15-én a Twitch aláírt egy licenc-szerződést a francia SACEM céggel, melynek értelmében a Franciaországban streamelt művek után jogdíjért folyamodhattak a zeneszerzők és kiadók. Korábban már kötöttek hasonló szerződést amerikai szervezetekkel is, köztük az ASCAP-pal, BMI-jal, SESAC-kel illetve a Global Music Rights-szal.
Az események hatására a Twitch 2020 szeptemberében bevezette „Soundtrack” kiegészítőjét, mely lehetővé tette a streamerek számára, hogy jogilag tisztázott zenéket játsszanak. Ehhez a platform 24 zenei disztribútorral és független lemezkiadóval szerződött le. Amerikai előadói jogvédő- és zenei szervezetek egy csoportja megvádolta a Twitchet, hogy a Soundtrack funkciót direkt úgy tervezték, hogy elkerülhessék a mechanikus és szinkron lincenceket. Ezt a platform tagadta.
2021 szeptemberében a Twitch aláírt egy kreatív együttműködésről szóló szerződést a National Music Publishers' Association-nel.

### Felnőtt tartalom
A Twitch felhasználók nem közvetíthetnek az amerikai Entertainment Software Rating Board (ESRB) által „felnőtt tartalomnak” minősített játékokat, függetlenül attól, hogy más országokban milyen besorolást kaptak. Ezen kívül tiltott a túlzott szexuális tartalom, indokolatlan erőszak és minden olyan tartalom közvetítése, mely sérti bármely harmadik fél szabályzatát.
A Twitch külön betiltotta bizonyos játékok streamelését, értékeléstől függetlenül, ilyen a BMX XXX, eroge játékok, a HuniePop, Rinse and Repeat, Second Life vagy Yandere Simulator. A Yandere Simulator betiltását kifogásolta a játékot fejlesztő YandereDev. Szerinte önkényesen tiltotta le játékát a platform, különösebb magyarázat nélkül, miközben más, hasonlóan szexuális és erőszakos játékokat, mint a Mortal Kombat X, Grand Theft Auto vagy The Witcher 3 továbbra is engedélyeznek.
A Twitchnek 2019 májusában volt egy komolyabb ügye, mikor az Artifact videójátékhoz köthető csatornák kifogásolható tartalmakat közvetítettek. A Valve Artifact játéka pár hónappal megjelenését követően felhasználóinak nagy részét elveszítette, 2019 májusára pedig a játékot streamelők száma lényegében megszűnt. A rákövetkező napokban többen is látszólag az Artifactet streamelték, de valójában csak tiltott tartalmakkal trollkodtak, a nézőkkel játszottak, viccelődtek, állatos videókat és LOL meccseket közvetítettek. Pár napra rá további Artifact streamek jelentek meg, olyan tartalmakkal, melyek sértették a Twitch felhasználói szabályzatát: jogvédett filmek, pornó, náci propaganda és legalább egy csatorna teljes egészében lejátszotta Christchurch mecsetnél történt lövöldözésről készült felvételt. Ahogy megugrott a streamek száma, a Twitch intézkedni kezdett, törölte a lövöldözést közvetítő csatornát, és ideiglenesen letiltotta az újakat, amíg nem oldották meg a helyzetet. 2019 júniusában a Twitch száz ismeretlen streamer ellen indított pert a kaliforniai bíróságon, márkajogsértés, szerződésszegés, csalás és szolgáltatás törvénytelen felhasználásának vádjával.
2021 elején páran fürdőruhában, medencéből kezdtek el streamelni Twitchen. A platform a csatornák nagyrészét letiltotta, arra hivatkozva, hogy elijeszti a hirdetőket. 2021 májusában a Twitch kitett egy „Medencék, jacuzzik és strandok” című posztot, melyben kifejtették, hogy ezzel a lépéssel nem a nőket kívánták diszkriminálni, csak ki akarták szűrni a „szexuálisan szuggesztív” tartalmat. Azév júniusában hasonlóan jártak el a jógázó és közben ASMR-ező streamerekkel.
2023 decemberében, nem sokkal egy új szabály bevezetését követően, mely lehetővé tette bizonyos felnőtt tartalmak megjelenítését, a Twitch visszavonta “fiktív meztelenkedés” ábrázolásának engedélyezésére irányuló döntését, miután számos néző és tartalomgyártó felszólalt ellene. A Twitch igazgatója, Dan Clancy belátta, az új szabály bevezetésével túl messzire mentek, és nem feltétlen egyszerű különbséget tenni digitális művészet és fotográfia közt. Ennek eredményeképp a platformon a továbbiakban nem megengedett sem a valós sem a fiktív meztelenkedés ábrázolása, legyen szó bármilyen médiumról; eltávolították azokat a tartalmakat, melyek ellent mondanak az új szabályzatnak, valamint csatornakövetelményeket adtak ki. Míg a Twitch szexuális tartalmaira vonatkozó szabályzatában végzett változtatások egyes elemei megmaradtak, mint például olyan tartalmak engedélyezése, melyek kiemelnek bizonyos testrészeket és táncokat, a kifejezetten meztelenkedésről és szexuális bántalmazásról szóló játékok továbbra is tiltottak.

### Gyűlöletbeszéd és zaklatás
2018 februárjában a Twitch belevette szabályzatába, hogy minden gyűlöletkeltő tartalmat kitiltanak a platformról.
2020 júniusában több nő is megvádolt pár streamert szexuális visszaéléssel és zaklatással. A Twitch azt ígérte, minden ügyet kivizsgálnak, és együttműködnek a hatóságokkal. Híres streamerek szerint azonban többet is tehetne a platform az áldozatok ügyének kivizsgálásában és hasonló incidensek megakadályozásában, és 2020. június 24-én tartottak egy „ Twitch blackout napot”, mikor nem streameltek – ezzel is kifejezve támogatásuk. 2020. június 24-én a Twitch több meggyanúsított csatornát is letiltott a nyomozást követően, és egy blogposztban közölték, hogy átadják a feltárt információkat a hatóságoknak.
A Twitch 2020. június 29-én gyűlöletbeszédre hivatkozva ideiglenesen felfüggesztette a Donald Trump elnök kampányához kapcsolódó egyik csatornát.
2021. január 22-től új szabályokat vezettek be gyűlöletkeltés és zaklatás ellen. A Twitch szerint a jogorvoslatok bővítése lehetőséget ad az esetek igazságosabb kezelésére, például csak ideiglenesen blokkolnák valakinek a csatornáját, ahelyett, hogy teljesen letiltsák. A konföderációs zászló megjelenítését és a rasszista hangulatjeleket is be akarták tiltani, bár ezeket még nem kategorizálták. Olyan szavakat is betiltottak, melyek szexuális inzultálásnak minősülnek, ha zaklatásra használják, például „incel” vagy „szűz”. A betiltott szavak közt szerepelt a „simp” is, amit mind a streamerek, mind a nézők kifogásoltak. Eredetileg azokat a férfiakat hívták simpnek, „akik rengeteg időt és energiát ölnek olyan nőkbe, akik nem akarnak tőlük semmit”, Twitchen pedig így cukkolták azokat a férfiakat, akik kedvesek voltak a nőkkel, vagy lojálisnak tűntek. A Twitch tisztázta, hogy csak azok ellen indítanak eljárást, akik ezeket egyértelműen mások zaklatására használják.
2020. december 4-én a Twitch a látássérültekre való tekintettel eltávolította „vakon végigjátszás” címkéjét, helyette az „első végigjátszás”, „felfedezetlen” és „semmi spoiler” címkék használatát ajánlják.
A Twitch egyik népszerű fukciója, hogy „raidelni” lehet csatornákat – ilyenkor egy felhasználó a nézőit egy másik streamerhez irányítja. A funkció 2017 óta működik, azonban 2021 közepe táján felütötték fejüket a „gyűlöletraidek,” mikor egyszerre több felhasználó jelenik meg egy csatornán és annak chatjében, és zaklatni kezdik a streamert. Mivel ezek a felhasználók általában botok, a moderátorok szinte képtelenek voltak a nagy mennyiségű üzenetet érdemben szűrniük. A Twitchet értesítették ezekről az esetekről, de a platform alig fektetett energiát a probléma megoldásába, minek következtében számos streamer tartott 2021. szeptember elsején „Twitchmentes napot,” remélve, hogy a demonstrációra reagál majd a platform, és a jövőben megakadályozza a hasonló incidenseket. A Twitch 2021. szeptember elején letiltott és beperelt két személyt, akiket több gyűlöletraiddel is meggyanúsítottak, a hónap végén pedig bevezettek egy új eszközt, amivel a streamerek szűrhetik a chatelőiket és jó esetben megakadályozhatják a gyűlöletraideket. Az eszköz lehetővé teszi, hogy kizárólag olyanok írhassanak a chatbe, akik megerősített telefonszámmal és e-mail címmel rendelkeznek, illetve egy bizonyos ideje már követők.
2022 májusában a buffalói lövöldözést követően a New York-i főügyész több online platform kivizsgálását is elrendelte, köztük a Twitchét, hogy megállapítsák, milyen minőségben járultak hozzá a gyűlöletkeltéshez. A nyomozás a moderátori funkciókra is kiterjedt. A Twitch szóvivője azt nyilatkozta, együttműködnek a nyomozókkal.

### Extremizmus, szélsőségesség
Egy 2021 áprilisi jelentés szerint a Twitch támogatást biztosított olyan szélsőségek számára, mint a QAnon és szélső jobbos influenszerek. Augusztusban és szeptemberben pedig az Institute of Strategic Dialogue is úgy jellemezte a Twitchet, mint ahol a szélső jobboldaliak szabadon garázdálkodhatnak. A róluk készült klippek egész nagy népszerűségnek örvendtek, mielőtt lekerültek a platformról, egyes esetekben pedig el sem távolították őket.

### Szerencsejáték
A Twitch 2022. október 18-tól tiltja a nyerőgépek, rulett és kockajátékok streamjét olyan szerencsejáték oldalakról, melyek nem rendelkeznek amerikai licenccel – ez a döntés a sportfogadást, fantasy sportokat és pókert nem befolyásolja. A szerencsejáték évek óta roppant népszerű a platformon, így számos streamer rendelkezik ilyen jellegű szponzorral, amivel nem mindenki ért egyet. Mizkif és Pokimane például felszólították nézőiket a szerencsejáték streamek negatív hatásaira. A bejelentés nem sokkal azután történt, hogy egy híres streamer bevallotta, 200 000 dollárt költött el adomány formában CS:GO skin gamblingen.

## Internetes cenzúra
Kínában nem elérhető a Twitch, és az Apple App Store-ból sem letölthető, 2018. szeptember 20. óta.
Indiában a Reliance tulajdonában lévő Jio telekommunikációs cég, illetve a JioFiber és Hathway internetszolgáltatók blokkolták a Twitchet 2020. szeptember 20-án, mivel egyes felhasználók illegálisan streamelték rajta a 2020-as Indiai Premier League-et.
Szlovákia kormánya is blokkolta a Twitchet 2021 júniusában, mikor egy helyi, 35 000 követővel rendelkező streamerről kiderült, hogy pókert közvetít, ami sérti az ország szerencsejátékra vonatkozó törvényeit.
2022. július 4-én az iráni kormány is blokkolta a Twitchet.

## Platformtámogatás
Emmett Shear, a Twitch CEO-ja elmondta, „minden platformon szeretnének jelen lenni, ahol az emberek videókat néznek.” A Twitch a saját weboldalán, mobilkészülékekre gyártott, dedikált streaming appokon, digitális média playereken és játékkonzolokon is elérhető. Ilyenek:
- Android, Fire Os és iOS Twitch mobil app[254]
- Fire TV, webOS (LG TV), Samsung TV (2020 és újabb),[255][256] Android TV, Apple TV, PlayStation 4,[257] PlayStation 5,[258] Xbox One,[259] Xbox Series X/S, and Nintendo Switch internetes TV- és játékkonzol appjai
  - Az Xbox és PlayStation konzolokra telepíthető Twitch kizárólag megtekintésre konfigurált appjából több funkció is hiányzik, köztük a chatelés.[260]
- A Twitch Windows és macOS Desktop Appja már nem támogatott
- A Twitch internetes TV és játékkonzol applikációi már nem támogatottak PlayStation 3-ra, Xbox 360-ra[261] és a 2021 előtt készült Samsung tévékre

A felhasználók az alábbi platformokon tudnak közvetítést indítani:
- Android, Fire OS és iOS Twitch mobilapplikáció
- Windows és macOS Twitch Studio app
- Natív integrációk a PlayStation 4,[262] PlayStation 5, Xbox One, Xbox Series X/S, NVIDIA Shield TV Pro[263][264] és NVIDIA Shield tableteken[265][266]
  - A Twitch app Xbox One és Series X/S korábbi verzióin létezett közvetítés funkció, mielőtt 2022. november 16-án lecserélték „viewer-only-ra.” A Twitch azt állította együttműködik a Microsofttal, hogy ezeken a konzolokon továbbra is streamelni lehessen, csak nem az appon keresztül, hanem natív integrációkon.[267][268][269][270]
- A Twitch kiadodtt egy szoftverfejlesztő kitet, hogy mások is beépíthessék szoftverükbe a közvetítés funkciót.[271]
- Appon belüli desktop appok, mint az OBS, Streamlabs Desktop, Lightstream Studio, Melon, Split Broadcaster, Gamecaster és NVIDIA GeForce Experience.[272] A streamerek mobilon is használhatnak hasonló appokat, mint az Omlet Arcade vagy Streamlabs App
- In-game integrációk, mint az Eve Online,[273] PlanetSide 2, egyes Call of Duty-k,[5] Minecraft[274] és War Thunder[275]
- Az EA Origin[276] és a Ubisoft Uplay[277] in-app integrációk már nem támogatottak

### Twitch Desktop App és CurseForge
2017-ben a Twitch Desktop Appot leváltotta a Curse Client és Curse Launcher, mely dedikált browseren keresztül csatlakozik a Twitch-hez, és számos Curse szoftverfunkciót ajánl, például mod installációkat, a támogatott játékok menedzselését és voice chatet. A szoftver egyben korábbi Twitch Game Store kliens is.
2020 júniusában a CurseForge-ot felvásárolta az Overwolf, a Twitch mod menedzsmentet pedig egy dedikált CurseForge kliensbe ültették át.
2022. április 30-tól a Twitch nem támogatja a Twitch Desktop Appot, és arra bíztatja felhasználóit, hogy online keresőben nyissák meg az alkalmazást, miközben az asztalit használják.

## TwitchCon
A TwitchCon egy évente kétszer megrendezett, a Twitchnek és a videójátékstreaming kultúrának dedikált rajongói fan convention. Az első eseményt a San Franciscói Moscone Centerben rendezték, 2015. szeptember 25 és 26 közt, a másodikat San Diegoban, a San Diego Convention Centerben, 2016. szeptember 30 és október másodika közt, a harmadikat Long Beachen, a Long Beach Convention and Entertainment Centerben, 2017. október 20 és 22 közt, a negyediket a San Jose-i San Jose McEnery Convention Centerben, 2018. október 26 és 28 közt. 2019-ben rendezték meg először Európában, Berlinben, 2019 áprilisában. Ebben az évben Amerikában novemberben tartották az eseményt, San Diegoban. 2020 májusában Amszterdamban szerették volna megtartani, de a COVID-19 pandémiára hivatkozva törölték, ahogy a 2020 szeptemberére tervezett San Diego-i rendezvényt is. Végül 2022-ben ezeket bepótolták, s megtartották a RAI Amsterdam Convention Centerben és a San Diego Convention Centerben is.
2023-ban az európai TwitchCont a Paris Expo Porte de Versaillesben tartották, Párizsban, és februárban bejelentették, hogy amerikai társa a Las Vegas Convention Centerben kerül megrendezésre, októberben.

## További információ
- Hivatalos weboldal
- Klausz Melinda–Sáringer Viktória: Újgenerációs közösségi média felületek és kommunikáció. Instagram, TikTok, Twitch, influencerek, BeReal, Poparazzi, Clubhouse – tovább is van, mondjuk még?; kozossegi-media.com–Klausz Social Group Kft., Veszprém, 2022